# 19A busz (Győr)
A győri 19A jelzésű autóbusz a Virágpiac - Adyváros - Kollégium - Virágpiac útvonalon közlekedik, amíg az ellenkező irányban a 9A. A vonalat az Volánbusz üzemelteti.

## Közlekedése
Csak hétvégén, illetve a nyári és téli tanszünet alatt közlekedik óránként.

## Útvonala
| Virágpiac → Adyváros → Kollégium → Virágpiac |
| --- |
| Virágpiac – Aradi vértanúk útja – Virágpiac tér – Zechmeister utca – Jókai utca – Szent István út – Baross Gábor híd – Baross Gábor út – Wesselényi utca – Bartók Béla út – Szigethy Attila út – Kodály Zoltán utca – Ifjúság körút – Szigethy Attila út – Fehérvári út – Mészáros Lőrinc utca – Mester utca – Tihanyi Árpád út – Eszperantó út – Bartók Béla út – Hunyadi utca – Baross Gábor híd – Szent István út – Aradi vértanúk útja – Virágpiac |

## Megállóhelyei
Az azonos útvonalon közlekedő 9-es, 9A, 19-es és 29-es buszok nincsenek feltüntetve.
| 0  | 0  | Virágpiac végállomás                                                      | | Arrabona Áruház, Virágpiac tér, Karmelita Rendház |
| 1  | 1  | Zechmeister utca, Rába-part (Korábban: Zechmeister utca, Klastrom szálló) | 1, 1A, 2B, 8, 8B, 11, 14, 14B, 17, 17B, CITY | Virágpiac tér, Karmelita Rendház, Karmelita templom, Bécsi kapu tér, Víziszinpad, Arrabona Áruház |
| 3  | 2  | Honvéd liget Városközpont                                                 | 1, 1A, 2, 2B, 5, 5B, 5R, 6, 7, 8, 8B, 11, 12, 12A, 15, 15A, 17, 17B, 21, 21B, 22, 22A, 22B, 22Y, 30, 30A, 30B, 30Y, 31, 31A, 37, 38, 38A, CITY Távolsági járatok S10 G10 , IC, InterRégió, EC, EN, ER, gyorsvonat, expresszvonat, | Győr Városháza, 2-es posta, Honvéd liget, Révai Miklós Gimnázium, Földhivatal, Megyeháza, Győri Törvényszék, Büntetés-végrehajtási Intézet, Richter János Hangverseny- és Konferenciaterem, Vízügyi Igazgatóság, Zenés szökőkút, Bisinger József park, Kormányablak |
| 5  | 4  | Roosevelt utca (Bartók-emlékmű)                                           | 5, 5B, 5R, 6, 7, 17, 17B, 21, 21B, 38, 38A | Bartók Művészeti Bázisóvoda, Gárdonyi Géza Általános Iskola |
| 6  | 5  | Bartók Béla út, vásárcsarnok                                              | 5, 5B, 5R, 6, 7, 17, 17B, 21, 21B, 38, 38A | Vásárcsarnok, Dr. Kovács Pál Könyvtár, Vármegyei Rendőr-főkapitányság, Mosolyvár Óvoda |
| 8  | 7  | Szigethy Attila út, könyvtár                                              | 7, 17, 17B, 20Y, 38, 38A | Dr. Kovács Pál Könyvtár és Közösségi Tér, Kossuth Zsuzsanna Leánykollégium, TESCO, Vásárcsarnok, Győr-Moson-Sopron Vármegyei Rendőr-főkapitányság |
| 9  | 8  | Szigethy Attila út, Kodály Zoltán utca                                    | 7, 15, 17, 17B, 20Y, 27 | Szivárvány Óvoda, TESCO, GYMSZC Szabóky Adolf Szakiskolája |
| 10 | 9  | Kodály Zoltán utca, Földes Gábor utca                                     | 7, 14, 14B, 17, 17B, 20, 24, 25, 28, 41 | Fekete István Általános Iskola, Kassák Lajos úti Bölcsőde, Vuk Óvoda, Kuopio park |
| 11 | 10 | Kodály Zoltán utca, gyógyszertár                                          | 7, 17, 17B, 20, 24, 28, 41 | Kuopio park, Fekete István Általános Iskola, Móra Ferenc Általános Iskola és Szakgimnázium |
| 13 | 11 | Ifjúság körút, Kodály Zoltán utca                                         | 17, 17B, 20, 23, 23A, 24, 28, 41 | Adyvárosi tó |
| 14 | 12 | Ifjúság körút 49.                                                         | 23, 23A | Szivárvány Óvoda |
| 15 | 13 | Ifjúság körút, Földes Gábor utca                                          | 23, 23A | Móra Ferenc Általános és Középiskola |
| 16 | 14 | Szigethy Attila út, Fehérvári út                                          | 7, 14, 14B, 15, 17, 17B, 20, 20Y, 23, 23A, 24, 25, 27, 28, 41 | Festékgyár, Adyvárosi sportcentrum, Barátság park |
| 17 | 15 | Fehérvári út, Ipar utca                                                   | 7, 14, 14B, 15, 17, 17B, 20, 20Y, 23, 23A, 24, 25, 27, 28, 41 | Festékgyár, Adyvárosi sportcentrum |
| 18 | 16 | Otthon utca (Graboplast)                                                  | 7, 17, 17B | ALDI, SPAR, MÖMAX, Graboplast Zrt. |
| 19 | 17 | Mészáros Lőrinc utca, kollégium                                           | | Széchenyi István Egyetem Külső Kollégium, ALDI, MÖMAX |
| 20 | 18 | Mester utca                                                               | | ÉNYKK Zrt., Egészségbiztosítási Pénztár, Tánc- és Képzőművészeti Iskola |
| 22 | 20 | Malom liget                                                               | 11, 11Y, 15, 27, 32, 34, 36, 37 | Malom liget |
| 23 | 21 | Nádor aluljáró                                                            | 37 | LIDL, ÉNYKK Zrt., Vám- és Pénzügyőrség Regionális Ellenőrzési Központ, Deák Ferenc Szakközépiskola |
| 25 | 23 | Bartók Béla út, munkaügyi központ                                         | 1, 1A, 2, 2B, 5, 5B, 5R, 6, 7, 21, 21B, 37, 38, 38A | Helyközi autóbusz-állomás, Munkaügyi központ, ÉNYKK Zrt. forgalmi iroda, Leier City Center |
| 28 | 26 | Aradi vértanúk útja, szökőkút Városközpont                                | 1, 1A, 2, 2B, 5, 5B, 5R, 6, 7, 8, 8B, 11, 12, 12A, 15, 15A, 17, 17B, 21, 21B, 22, 22A, 22B, 22Y, 30, 30A, 30B, 30Y, 31, 31A, 37, 38, 38A, CITY Távolsági járatok S10 G10 , IC, InterRégió, EC, EN, ER, gyorsvonat, expresszvonat, | Győr Városháza, 2-es posta, Honvéd liget, Révai Miklós Gimnázium, Földhivatal, Megyeháza, Győri Törvényszék, Büntetés-végrehajtási Intézet, Richter János Hangverseny- és Konferenciaterem, Vízügyi Igazgatóság, Zenés szökőkút, Bisinger József park, Kormányablak |
| 29 | 27 | Virágpiac végállomás                                                      | 17, 17B, CITY | Arrabona Áruház, Virágpiac tér, Karmelita Rendház |

1. ↑  Csúcsidőszakon kívül a menetidő rövidebb.